# 豊臣秀頼
豊臣 秀頼（とよとみ ひでより / とよとみ の ひでより、旧字体：豐臣 秀賴）は、安土桃山時代から江戸時代前期にかけての大名。太閤・豊臣秀吉の三男。
秀吉の側室であった茶々（淀殿）の第二子。子は側室・和期の方（名は伊茶。渡辺氏）との間に国松と、小石の方（おいわのかた。成田氏）との間に天秀尼（彼女の生母については異説がある）。位階は正二位、官職は右大臣。幼名は拾丸（ひろいまる）。なお、豊臣とは名字ではなく、本姓である。乳母は宮内卿局・右京大夫局（一説に両者は同一人物共）・正栄尼が伝わる。また、淀殿の乳母である大蔵卿局も養育係を務めた。
秀頼は父・秀吉の意思を継ぎ、秀吉の発願した高さ約19mもある方広寺大仏（京の大仏）及び、それを安置する大仏殿の再建を進めた。しかし、同寺院に納める梵鐘の鐘銘を巡り方広寺鐘銘事件（京都大仏鐘銘事件）が発生し、徳川氏の江戸幕府と交戦することになった（大坂の陣）。この頃にはもはや徳川氏の優位が確立しており、世の趨勢を覆すには至らず、冬と夏の両陣を経て、大坂城が落城し秀頼は自刃。これにより豊臣氏（羽柴宗家）は滅亡した。
秀頼は生前に、戦乱で荒廃していた多数の寺社に寄進を行い、伽藍や社殿の再興を図った。彼の寄進で造立された建造物には、東寺金堂や北野天満宮社殿などがあるが、今日国宝や重要文化財に指定されているものが多く、秀頼の文化的事業に対して一定の評価が与えられている（後述の#秀頼の寺社造立を参照）。

## 生涯

### 誕生から秀吉の死まで
文禄2年（1593年）8月3日、秀吉57歳の時の子で、大坂城二の丸で誕生した。子供が丈夫に育つとされる民間習俗にならって、家臣の松浦重政が拾う役を担っている。
誕生した時には既に、従兄の秀次が秀吉の養嗣子として関白を譲られ、秀吉の後継者となっていた。秀吉は、当初は秀次と秀頼の関係を調整するため、秀頼誕生の2ヶ月後の10月には、秀頼と秀次の娘（槿姫とも呼ばれるが不詳）を婚約させ、秀吉から秀次、秀頼へという政権継承を模索した。
文禄4年（1595年）7月、秀吉は秀次の関白職を奪い、ついで自刃させた。秀次の子女や妻妾もほぼ皆殺しとなり、秀頼の秀吉の継嗣としての地位が確定した。秀吉はこの時、秀頼に忠誠を誓約する起請文を作成し、多数の大名達に血判署名させている。伏見(桃山)城が建設され秀吉が居城を移すと、秀頼もこれに従って以後ここに住んだ。
文禄5年（1596年）5月13日、秀頼は秀吉とともに初めて参内し、豊臣朝臣藤吉郎秀頼と称す（『太田牛一旧記』）。秀吉は、それまで個人的な独裁体制の色彩が強かった豊臣政権に、御掟・御掟追加などの基本法や五大老・五奉行などの職制を導入して、秀頼を補佐する体制を整えた。慶長2年（1597年）9月に元服し、従四位下に叙せられた。慶長3年（1598年）8月に秀吉が死去すると、秀頼は家督を継ぎ、秀吉の遺命により大坂城に移った。
秀吉死後には五大老の徳川家康が重臣合議制の原則を逸脱して影響力を強め、政権内の対立も深まっていった。五大老の前田利家の死去、七将襲撃事件に伴う五奉行・石田三成の失脚などで、政局の主導権は家康の手に握られてゆく。

### 関ヶ原の戦いと戦後処理
慶長5年（1600年）、三成らが家康に対して挙兵して関ヶ原の戦いが勃発すると、西軍の総大将として擁立された五大老のひとり・毛利輝元の庇護下に秀頼は置かれた。関ヶ原では秀頼の親衛隊である七手組の一部が西軍に参加したが、東西両軍とも「秀頼公のため」の戦いを大義としており、戦後に秀頼は家康を忠義者として労った。
ところが、家康は五大老筆頭の立場を利用し、その戦後処理において羽柴宗家の所領（いわゆる太閤蔵入地）を勝手に分配し、日本全国に分散して配置されていた約220万石のうち、諸大名に管理を任せていた分を奪われて、秀頼は摂津・河内・和泉の直轄地のみを知行する約65万石の一大名の立場に転落した（関ヶ原の戦いの戦後処理を参照）。ただし、近年の研究により、西日本を中心とした大名への干渉を行ったり、蔵入地からは依然として収入があったりした形跡があったことが判明している。それでも豊臣家の財源を担っていた石見銀山、生野銀山は家康の直轄領になり、長崎奉行や堺奉行も家康譜代の家臣が就任していった。また秀吉の関白就任以来、関白職は豊臣家の者が就任するか空席になっていたが、家康の計らいで九条兼孝が関白に就任した。
慶長8年（1603年）2月、家康は鎌倉幕府や室町幕府の最高権力者の地位を象徴する征夷大将軍の官職を獲得。諸大名を動員して江戸城の普請（天下普請）を行わせ、独自の政権（江戸幕府）構築を始め、秀頼は次第に天下人の座から外されてゆくことになる。とはいえ、この江戸城の普請に関しても秀頼の直臣が奉行として指揮しており、一定の影響力を保っていた。
同年7月、秀頼は、生前の秀吉の計らいで婚約していた徳川秀忠の娘・千姫（母は淀殿の妹であるお江で秀頼の従兄弟にあたる）と結婚した。

### 一摂家の豊臣家

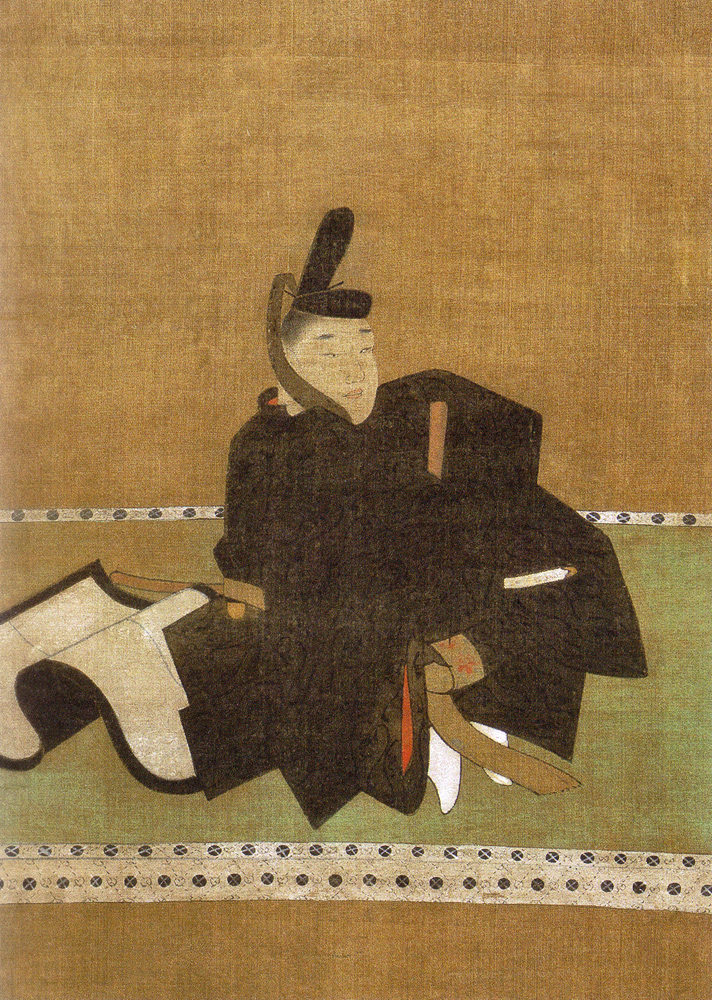
豊臣秀頼像

その後も、摂関家の家格に沿った順調な位階や官職の昇進を遂げた。毎年の年頭には公家が大坂城に大挙下向して秀頼に参賀しており、また家臣に対して独自の官位叙任権を行使するなど、朝廷からは秀吉生前と同様の礼遇を受けていた。武家の世界においても、秀頼家臣は陪臣ではなく、徳川将軍家直参と同等に書類に記載されるなど、秀頼はなお徳川家と一定の対等性を維持していた。この時期を日本に二つの政権が併存した「二重公儀体制」と評価する笠谷和比古の説もあるが、これを批判・否定・疑問視する説は多い。これにつき、慶長11年（1606年）の江戸城普請に際して、秀頼の家臣（大坂衆）である水原吉勝・伏屋貞元の両名が普請奉行として参加しており、この両名と徳川方普請奉行五名とが連名で毛利家に対して石船の供出を命じた連署状の存在が明らかにされている。一方で、この江戸普請のため片桐且元へ大坂の大工を中井正清の元へ派遣することを命じており、これを後の駿府城や内裏普請時に豊臣家へ課した普請役の先駆けとする見解がある。
慶長10年（1605年）5月8日、家康が高台院を通じて、秀頼に臣下の礼を取るように、秀頼の生母である淀殿に要求した。領地を削減されたとは言え、秀吉以来の豊臣氏の家格を守ろうとする淀殿が遺憾の意を表明し、会見を拒絶したが、家康は六男の松平忠輝を大坂に遣わし、融和に努めた。その一方で京都や大坂にいた諸大名の妻子が相次いで江戸へ移っており、江戸幕府も豊臣家に諮ることなく、越後福嶋騒動で越後高田藩を改易に、筒井騒動で伊賀上野藩を改易にするなど、徳川の天下が進んでいった。
慶長12年（1607年）1月11日、秀頼は右大臣を辞している。
慶長16年（1611年）3月、家康の計らいで後陽成天皇が後水尾天皇に譲位すると、後水尾天皇の即位に際して上洛した家康は二条城での秀頼との会見を要請する。秀頼の上洛を求める家康に対し、徳川家への臣従に繋がりかねないとして反対もあったが、加藤清正や浅野幸長ら豊臣家恩顧の大名らの取り成しもあり会見は実現する（二条城会見）。この会見の意義については、秀頼の家康への臣従を意味すると見る説と、引き続き秀頼が家康との対等性を維持したと見る説とがあり、史家の間でも見解が分かれている。
朝廷では誕生以来、秀頼を摂家豊臣家の後継者として見なしていた。これは関ヶ原後に家康に権力が移っても関白になり得る存在として朝廷内での位置づけは変わらず、慶長末年に秀頼が国家鎮護のために方広寺大仏（京の大仏）を再建した際にも供養会に朝儀を挙行し、文書を調えるなど、朝廷は秀頼のために機能した。豊臣家は幕府からは五摂家と同じく公家として扱われた。

### 方広寺大仏（京の大仏）の再建

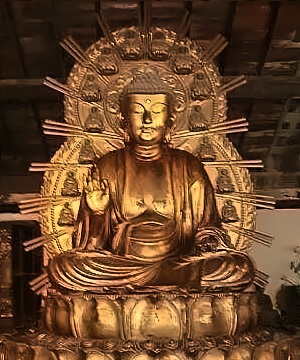
現在の方広寺本尊盧舎那仏座像。往時の大仏の1/10の大きさの模像と伝わる。

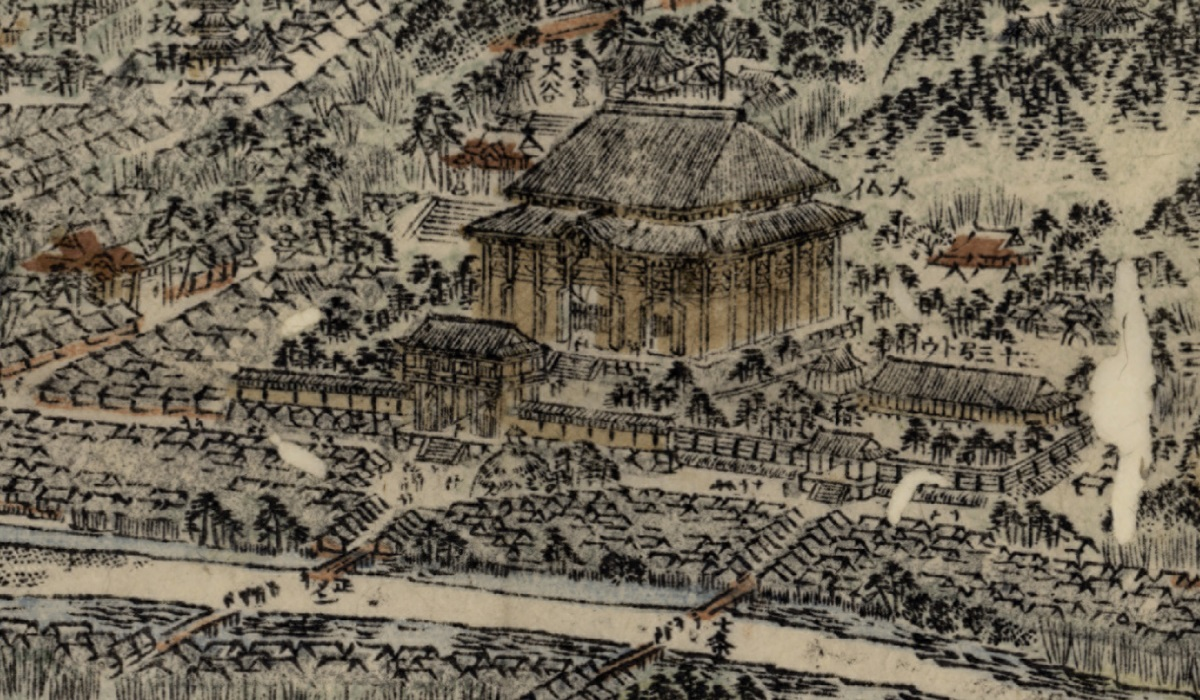
秀頼の造立した方広寺2代目大仏殿。かつては方広寺大仏殿が日本最大の木造建築であった。右隣に見えるのは三十三間堂。(「花洛一覧図」京都府立京都学・歴彩館デジタルアーカイブ 一部改変)

大坂の陣の契機となった方広寺鐘銘事件は、秀吉の発願した方広寺大仏（京の大仏）の再建にあたり発生したもので、秀吉の刀狩で集めた刀剣類を「国土安全万民快楽」を掲げて材料として使用された方広寺大仏（京の大仏）及び大仏殿は豊臣公儀を象徴する存在で、その滅失後に豊臣家の威信回復のため慶長12年（1607年）には、秀頼により、豊臣家家臣の片桐且元を奉行として、再び銅製大仏および大仏殿の再建が企図され、再建工事がなされることになった。
大仏の再建工事については史料に乏しく、いつ行われたか詳細は不明である。大仏殿再建工事については史料が多く残っており、それらによれば、大仏殿の立柱工事は慶長15年（1610年）8月22日から行われ、慶長17年（1612年）1月29日から大仏殿に屋根瓦を葺く作業が始まった。慶長17年（1612年）中に大仏殿はほぼ完成し、工事着工から2年足らずという異例の速さで大仏殿の再建が完了したことが分かる。
なお、方広寺大仏・大仏殿の再建工事について、豊臣氏の単独事業ではなく、豊臣氏と徳川氏の共同事業であったとする説もある。通説では、家康が秀頼に方広寺大仏・大仏殿の再建を勧め、それを豊臣方が受け入れて再建工事の運びとなったとされる。しかし歴史学者の河内将芳は、豊臣氏に大仏・大仏殿再建工事費を負担させたのは事実だが、「大仏再建は秀頼と徳川の共同事業で、徳川もかなりの労力を注いだ。幕府は大仏を豊臣一色とは認識せず、東大寺の代わりになるものとして重視したのではないか。」とし、豊臣と徳川の共同事業であったとしている。河内は『新大仏殿地鎮自記』に以下の記述があることをその証左としている。慶長15年（1610年）6月12日に義演を導師として大仏殿の地鎮祭が行われたが、この時のことを義演が著した書が『新大仏殿地鎮自記』である。その書では、工事の大檀那（発注者）について「前将軍昨年（慶長14年）当堂御再興を御下知す、造作料においては、右大臣豊臣朝臣秀頼御下行なり」とあり、先将軍の家康が大仏殿再建の命令を発し、工事費は豊臣秀頼が負担することになっていた。また工事の棟梁については「番匠大和守（中井正清） 前将軍御大工なり、ことごとくみなこの大工がままなり」とあり、中井正清が工事の全てを取り仕切ることになっていた。上記の記述より河内は、大仏再建にかかる費用は豊臣氏が負担するが、大仏・大仏殿再建工事そのものについては徳川氏が主導権を握ったとしている。
慶長17年（1612年）中に方広寺大仏・大仏殿の再建が完了したため、落慶供養の段取りを進めることになった。段取りは片桐且元が進め、武家間では京都所司代の板倉勝重や、徳川家康との協議がなされた。しかし落慶供養は武家側だけで決定できるものではなく、朝廷や公家・寺社勢力との協議も必要であった。方広寺は正式な寺号を持たず（「方広寺」という寺号は江戸時代中期以降に自然発生的に生じたもので、当時は単に「大仏」もしくは「東山大仏」「京大仏」などと呼称されていた）、朝儀を経て創立された寺院ではなかったため（悪く言えば豊臣氏の私的な建造物であった）、正式な寺院となるよう、朝廷との協議がなされた。寺号については「東大寺」とするか、もしくは新たに定めるかなどが候補として挙がっていたが、方広寺の寺号を「東大寺」と定め、方広寺を東大寺の継承寺院とする案も検討されていた。

### 大坂の陣
慶長19年（1614年）に起こった方広寺鐘銘事件（京都大仏鐘銘事件）を口実に秀頼と決裂し、大坂冬の陣が勃発する。秀頼は福島正則・加藤嘉明など豊臣恩顧の大名に援軍要請をしたが、大名で大坂方に味方した者はなく、その理由として、すでに西国大名が徳川秀忠に対して忠勤を誓う起請文を出していたことが原因ではないかとする指摘がある。福島正則が大坂の蔵屋敷にあった米の接収を黙認した程度にとどまった。一方、大坂城には真田信繁・後藤基次・長宗我部盛親・毛利勝永・明石全登など、関ヶ原の戦いで改易された元大名や主家が西軍に与して改易されて浪人していた数万の武士が入城した。
緒戦では木津川口、博労淵などの大坂城の周辺の砦が攻略され、残りの砦も放棄して大坂城に撤収、野田・福島の水上戦でも敗れる。ただ今福や鴫野の戦いでも敗れてはいるが、佐竹義宣軍を一時追い詰める抵抗を見せたため、大坂方強しと周知される。
大坂城での戦闘では浪人衆の活躍や大坂城の防御力により、幕府軍は苦戦、城内に攻め入ろうにも撃退ばかりされ、特に真田丸の戦いでは幕府方が損害を受ける。
やがて、大坂方・幕府軍双方の食糧・弾薬が尽き始め、家康は和議を提案。
和議は、大坂城の堀の破却を条件として結ばれた。大坂方が和議の条件を履行しなかったため、幕府は自ら工事を進めて堀を埋めただけでなく、城郭の一部も破壊した。大坂方はこれに抗議するが、幕府は本丸を残し堀を埋め尽くした。
従来は、堀を埋めたことと城郭の一部の破壊については、外周の外堀だけを埋める約束であったものを、幕府方は「惣」の文字を「すべて」の意味に曲解し、強硬的に内堀まで埋め立てるという卑劣な手段を使ったとされてきた。この逸話は後代に記された書物にしか記されておらず、当時の第一次史料の中には確認できないものである。さらに､この工事に関係した伊達政宗、細川忠利ら諸大名の往復書状などを見ても、埋め立て工事をめぐり、大坂方との間で何らかの揉めごとが発生しているような形跡を認めることができないことから「惣構の周囲をめぐる外堀のみならず、二の丸と三の丸を埋め立て、これらの地を壊平する」という件は、大坂方も納得していた、幕府と大坂方との当初からの合意に基づくものであったと言える。
慶長20年（1615年）、大坂方は浪人の総追放や国替（大坂城退去）を拒否し、堀を掘り返し始めた。このため、家康は和議が破られたとして戦争の再開を宣言し、大坂夏の陣が勃発する。
大野治房が軍勢を率い大和郡山に出撃し、制圧・略奪して帰還した。大坂方は阪南から北上してくる幕府の軍を、数で劣る自軍でも撃退できるよう狭い地域で迎え撃つべく、主力軍が八尾方面に進軍。八尾・若江、道明寺で戦い、長宗我部盛親が藤堂高虎勢を壊滅させた。ただ奮戦した木村重成・後藤基次が討ち死に、撤退を余儀なくされる。また紀州の一揆勢とともに浅野長晟を討つべく大野治房らが出撃するも、樫井の戦いで先陣の塙直之が浅野軍に破れ、本隊が到着した時には浅野勢は紀州に撤退済みだったことにより帰城。
敗戦続きで兵力が疲弊した大坂方は、家康・秀忠父子が大坂に布陣したところに決戦を挑む。天王寺・岡山の戦いである。

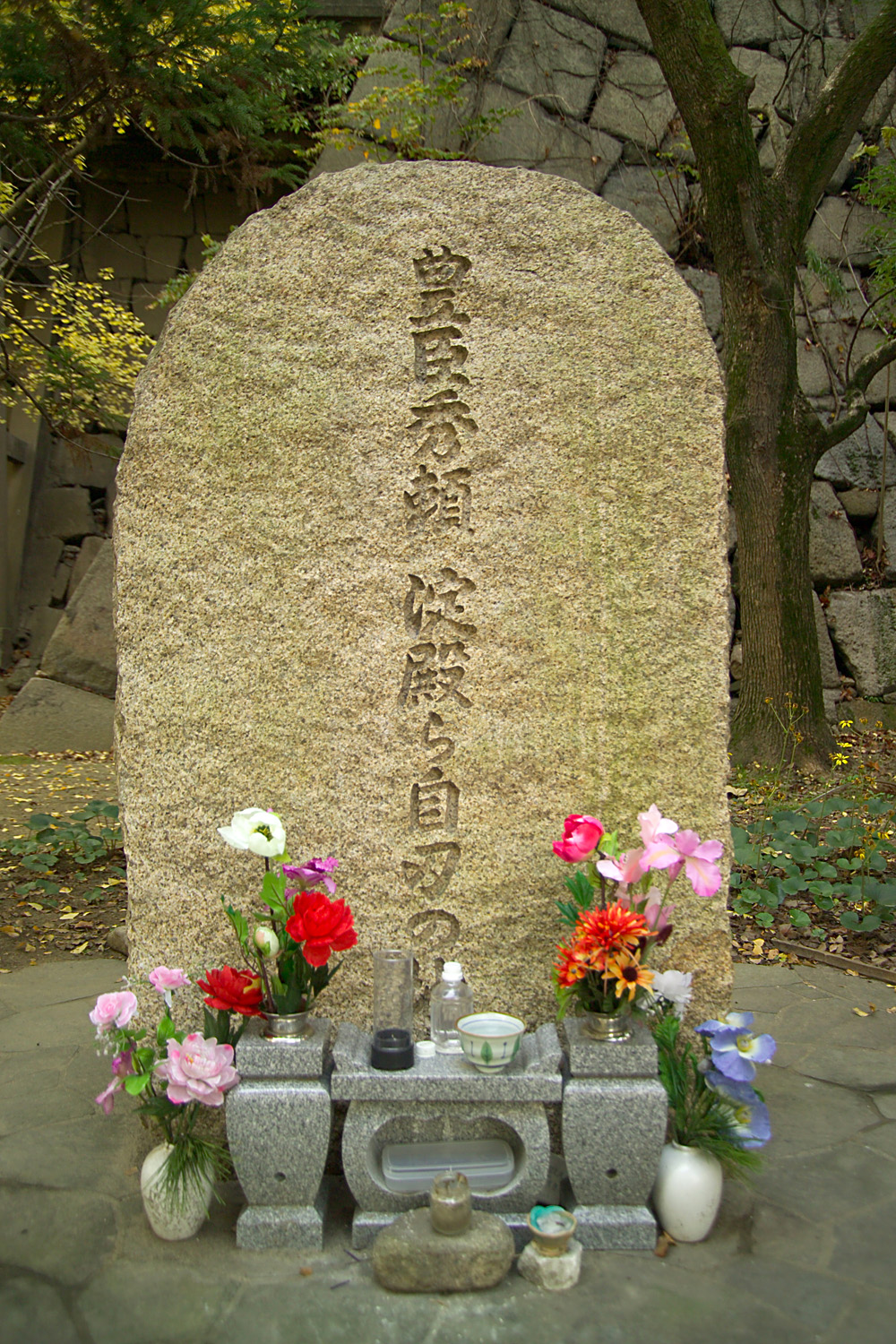
秀頼・淀殿の自害の場所（大阪城）

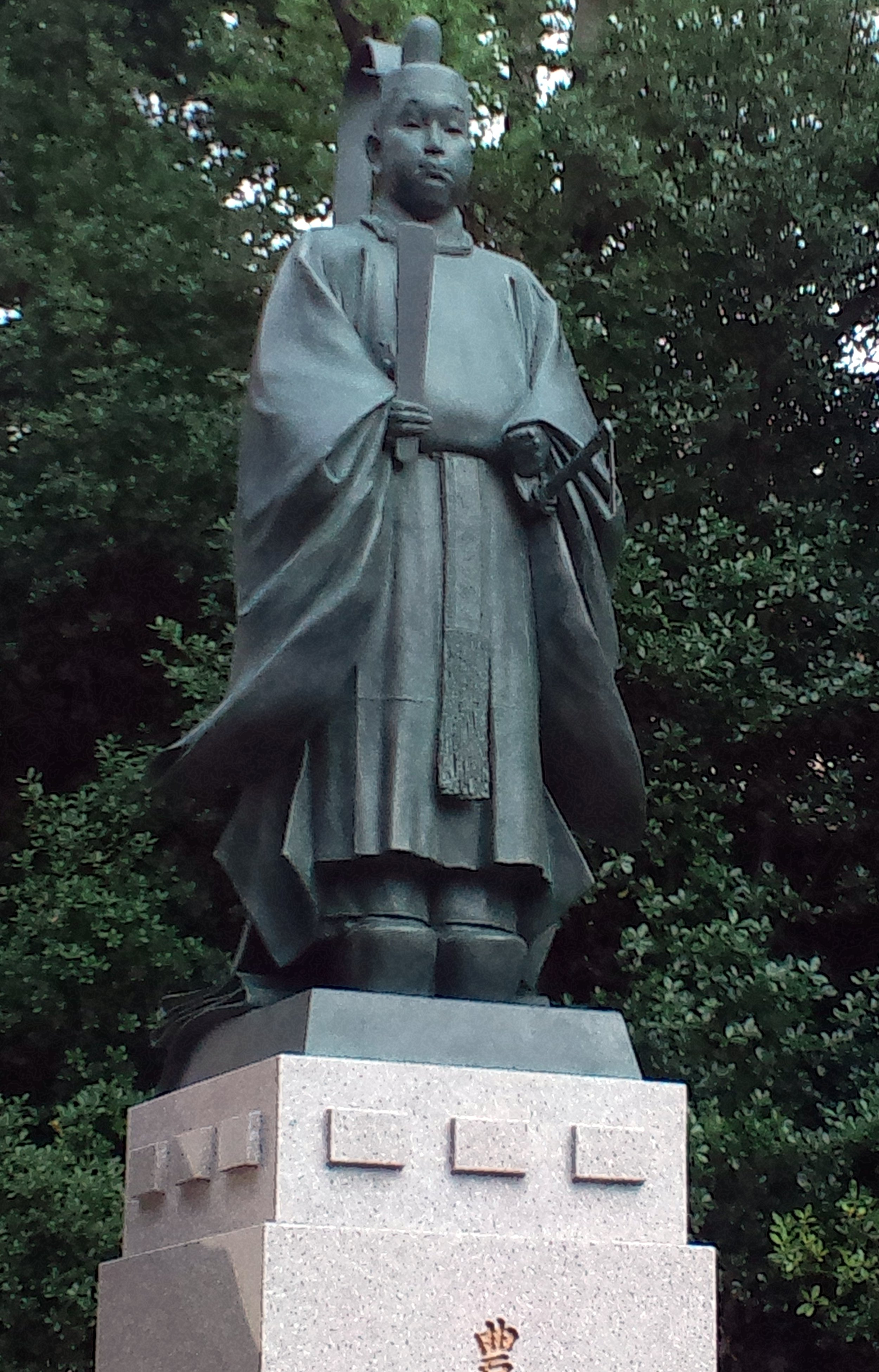
豊臣秀頼公銅像（大阪市・玉造稲荷神社）

岡山口方面では大野治房率いる軍勢が秀忠の本陣まで迫るが、態勢を立て直した幕府の大軍の前に撤退を余儀なくされる。天王寺方面には真田信繁・毛利勝永らが布陣。信繁は「日本一の兵（つわもの）」と敵味方双方から称賛されるほどの攻勢をかけ、家康の本陣に近づいて数度にわたる突撃を敢行した。一時は家康に自刃を覚悟させるほどにまでに追いつめたが、ついに及ばず、信繁は退却中に討ち死に。他の大坂方の部隊も次々と壊滅していった。

#### 豊臣宗家滅亡
大坂方を押し返した幕府軍は大坂城内に入城した。秀頼母子は天守閣に登って自害しようとするも、速水甲斐の諫めに従い、秀頼母子は山里丸に逃れて戦火を避けていた。
大野治長は千姫を無理に脱出させて、秀頼母子の助命を乞おうと考え、木村権右衛門に命じて随行させた。毛利秀元の手紙によると「大御所様は、将軍様次第と御意を成され候｡将軍様御意には、はや一度ならぬ事、早々に腹をきらせ候へのよし」（『萩藩閥閲録遺漏』）とあり、徳川秀忠は母子の助命を断固として承認しなかったのである。山里丸への総攻撃が行われ、秀頼は淀殿や大野治長らと共に自害して果てたと伝えられている。享年23（満21歳没）。

## 死後
男子の国松は逃亡したものの結局、捕らえられて処刑された。娘の天秀尼は千姫の助命嘆願の働きかけもあり仏門に入ることを条件に助命された。また元禄初頭に80歳で没した求厭は臨終の際に、自分は大坂落城時に3歳だった秀頼の次男だと語ったという（『浄土本朝高僧伝』）。求厭の語ったことが事実なら、秀吉の血筋が途絶えたのは天秀尼の死去した正保元年（1645年）ではなく、求厭上人の死去した元禄元年（1688年）ということになる。
墓所は京都市東山区の養源院ほか。また大阪市中央区の豊國神社は、父・秀吉や叔父・秀長と共に秀頼も祭神としている。
1980年、大坂城三ノ丸跡の発掘調査で人1人の頭蓋骨と別に首のない2人の骨、馬1頭の頭の骨が発見された。骨は人為的に埋葬されたものとみられ、頭蓋骨は20代男性のもので顎に介錯されたとみられる傷や、左耳に障害があった可能性が確認され、年齢や骨から類推する体格から秀頼のものではないかと推測された。骨は1983年、京都の清凉寺に埋葬された。
2011年10月13日、大坂城三ノ丸に位置する大坂城鎮守社である玉造稲荷神社に秀頼の銅像が建立された。

## 秀頼の寺社造立

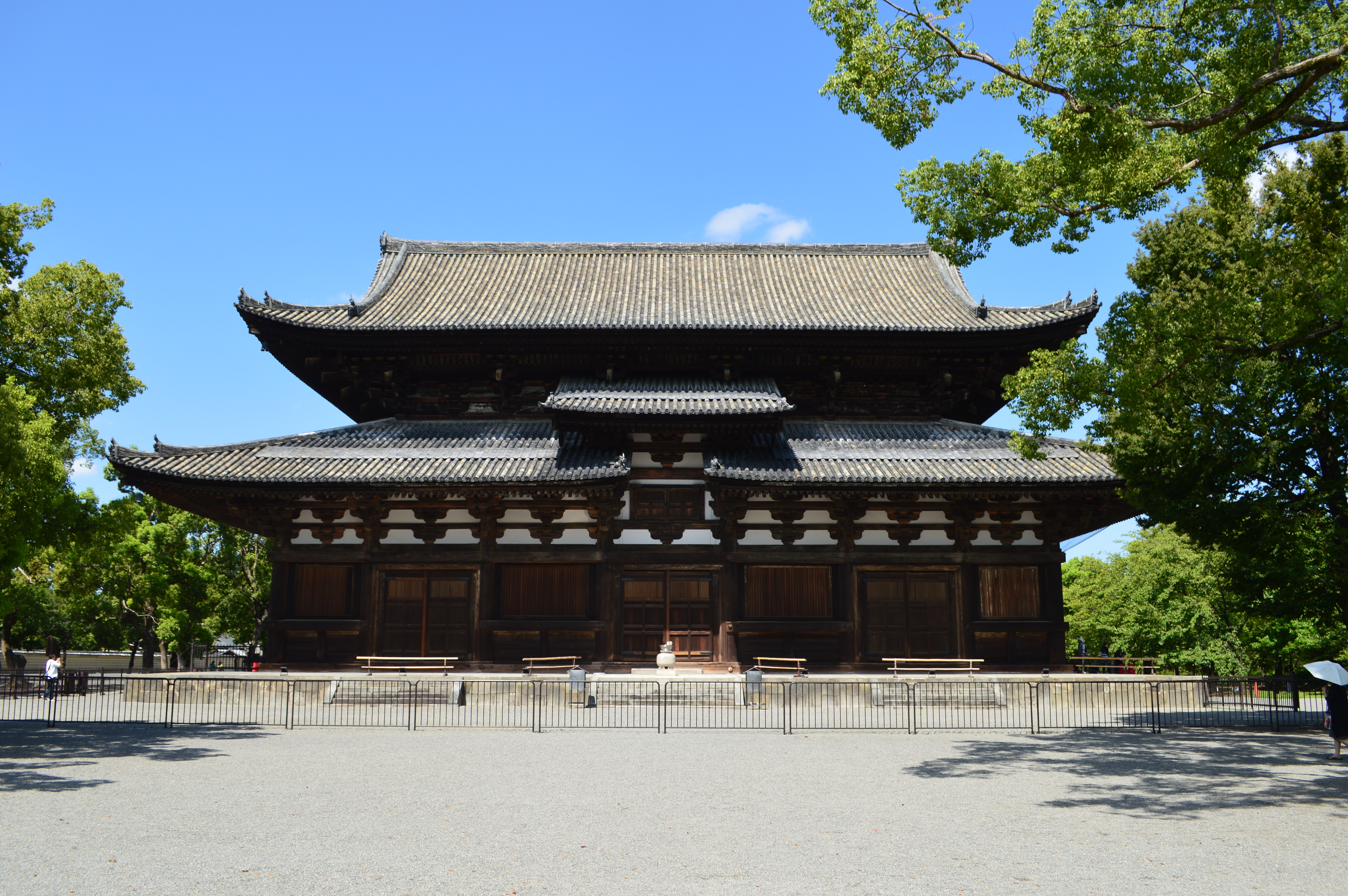
秀頼の寄進で再建された東寺金堂（国宝）。金堂の外観は、秀吉の造立した方広寺初代大仏殿を模して造立されたとの伝承がある。

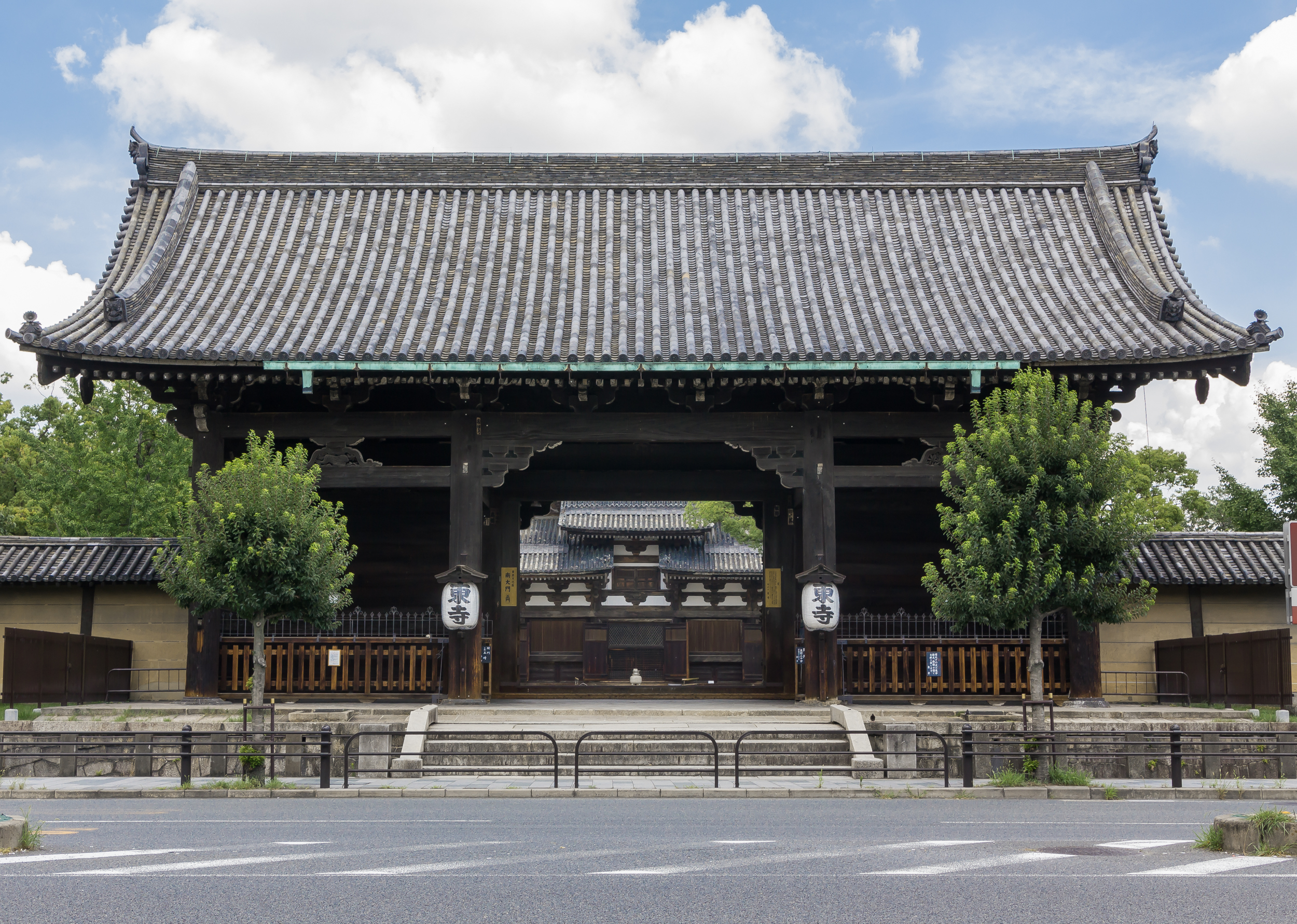
東寺南大門（重要文化財）。 本来は慶長6年（1601年）に方広寺（京の大仏）の寺領に組み込まれていた三十三間堂の西大門として秀頼により建てられたものである。明治の廃仏毀釈で西大門は破棄される予定であったが、東寺の門が明治元年（1868年）に焼失したので、それの代替として東寺へ移築されることになった。

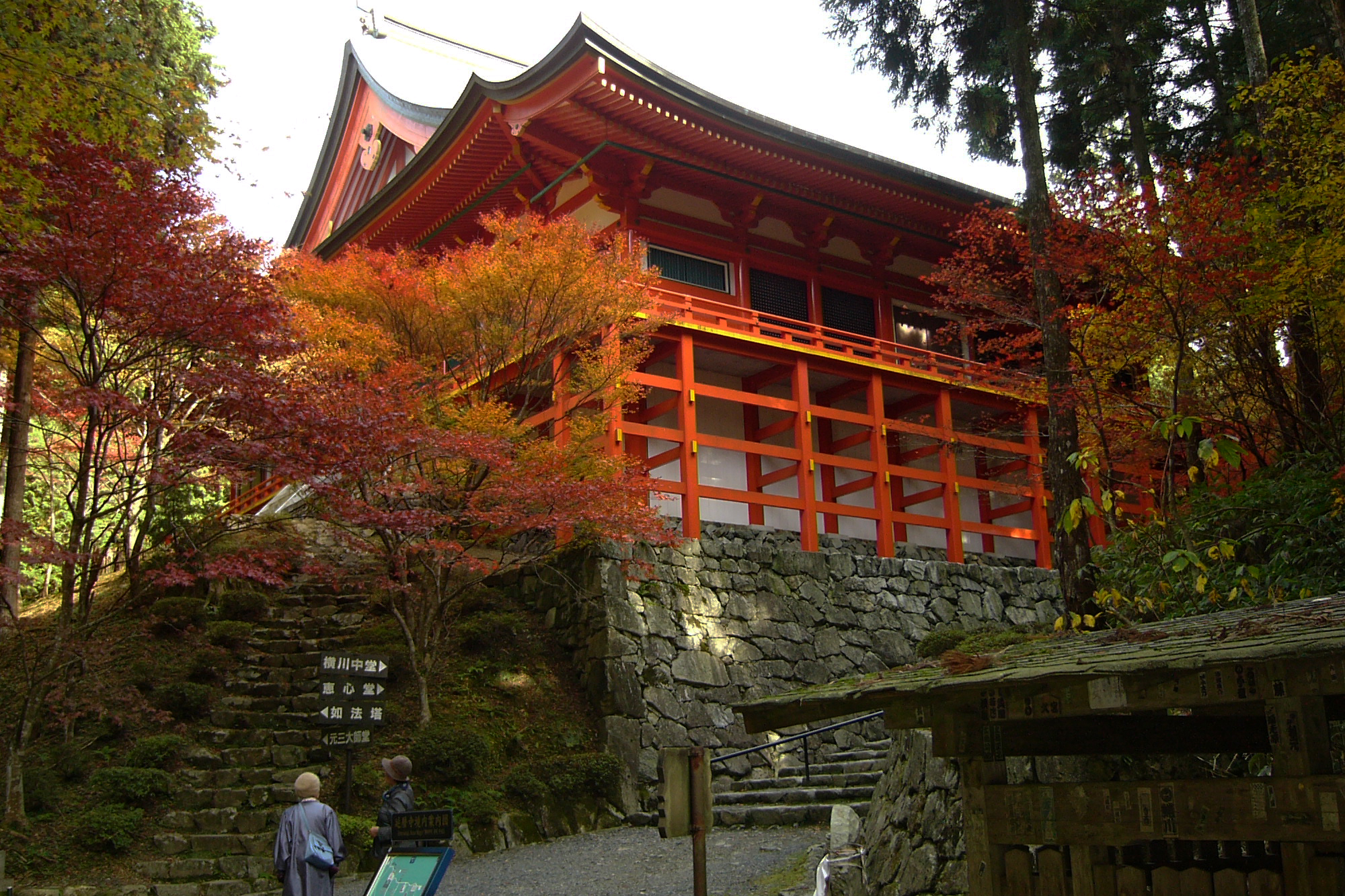
秀頼と淀殿の寄進で再建された延暦寺横川中堂。ただし豊臣氏の寄進で造立された旧堂は昭和17年（1942年）に落雷で焼失してしまったため、現在のものは旧堂を模してコンクリート造で復元されたものである。

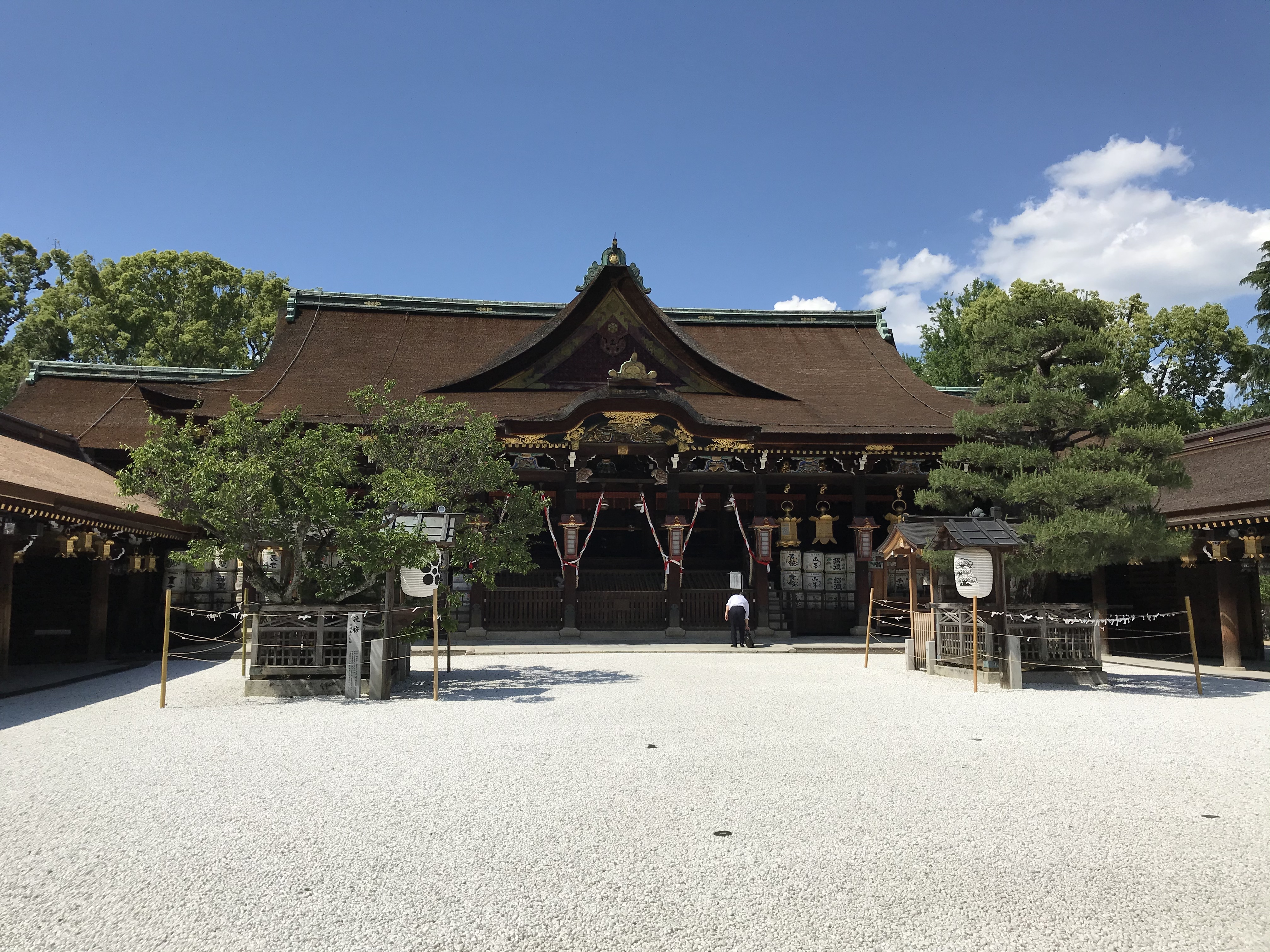
秀頼の寄進で整備された北野天満宮社殿のうち拝殿（国宝）。

秀頼は、秀吉没後から秀吉の追善供養として畿内を中心に、戦乱で荒廃していた多数の寺社に寄進を行い、伽藍や社殿の再興を図った。主なもので、寺院では東寺金堂・三十三間堂西大門（現東寺南大門）・延暦寺横川中堂・清凉寺本堂・真正極楽寺本堂・金戒光明寺阿弥陀堂・南禅寺法堂・相国寺法堂・寂光院本堂・大報恩寺本堂・法華寺本堂・勝尾寺本堂・鞍馬寺毘沙門堂
・朝護孫子寺本堂・須磨寺本堂・金峯山寺威徳天満宮・善光寺本堂・四天王寺五重塔（移築）・醍醐寺本堂（移築）・金剛寺（諸堂の修理）・観心寺（諸堂の修理）などで、神社では石清水八幡宮・北野天満宮・住吉大社・誉田八幡宮・西宮神社・吉野水分神社・由岐神社・白鬚神社・都久夫須麻神社・熱田神宮・津島神社・出雲大社の各社殿などで、多数にのぼった。ただしこれらの事業について秀頼が幼少の頃になされたものも多く、秀頼の意思によるものかは不明確ではある。既述のように豊臣氏の財力を削ぐための徳川家康の謀略で、幕命でそのようにせざるを得なかったとする俗説もあるが、真相は定かではない。真相や思惑その背景は不明確だが、秀頼の代の豊臣氏の施策によって寺社の再興が進んだのは紛れもない事実で、その施策で造立され現存している建造物については、今日国宝や重要文化財に指定されているものが多く、その文化的事業に対して一定の評価が与えられている。
秀頼の寄進で寺社勢力は宗勢を回復したが、方広寺鐘銘事件（京都大仏鐘銘事件）で豊臣氏が苦境に陥った時、寺社勢力で豊臣氏の弁護・助力に積極的にまわったものはなかった。歴史学者の村山修一は「（鐘銘文の作者）清韓は国家安康君臣豊楽と徳川豊臣の融和繁栄を裏に偶したつもりであったが、逆用曲解される始末になった。」「（鐘銘事件に類似した阿衡事件では）基経を諫止ないし批判した菅原道真のごとき人物が出たことは痛快というべく、これに対し鐘銘事件では誰一人正面から家康に反対意見を開陳した者はなく、作者清韓を支持したのはわずかに妙心寺の海山和尚ただ一人であった。」「鐘銘事件にみる（家康に加担・迎合した）僧侶の暗躍ないし幇間的行動は、古代中世にわたる日本仏教の権威に汚点を遺した。」としている。

## 官位叙任履歴
- 慶長2年（1597年）9月27日 - 従四位下、禁色勅許[11]
- 慶長2年9月28日 -左近衛権中将[11]
- 慶長3年（1598年）正月 -（昇叙、従三位？）[11]
- 慶長3年4月20日、従二位に叙し、権中納言に任ず。
- 慶長6年（1601年）3月27日 - 権大納言に任ず。
- 慶長7年（1602年）1月6日 - 正二位に叙す。
- 慶長8年（1603年）4月22日 - 内大臣に任ず（前任は徳川家康）。
- 慶長10年（1605年）4月13日 - 右大臣に任ず（前任は徳川家康。内大臣の後任は徳川秀忠）。
- 慶長12年（1607年）1月11日 - 右大臣を辞す（後任は九条忠栄）。

秀吉は文禄4年（1595年）2月に秀頼の叙爵を奏請しており、これは勅許されたと『御湯殿上日記』にあるが、翌文禄5年正月にも再度叙爵を奏請しており、豊臣家側の都合により文禄4年の叙爵は辞退されたものと見られる。文禄5年の叙爵も辞退したという説があるが、少なくとも慶長2年9月までの時期に叙爵され、従五位上の位階を受けたと見られている。
慶長3年の中将から参議を経ずに中納言に直接任じられるのは摂家嫡子と同じ扱いであり、豊臣家が摂家と同格であることを明示している。この際に天皇から権大納言に任じる旨があったが、秀頼はこれを辞退し、摂家を超えることは示されなかった。秀吉没後で左右大臣が不在となっていた慶長4年頃には一両年のうちに秀頼を左大臣に任じようとする動きがあったものの、結果的には摂家嫡子とさほど変わらない昇進速度であった。
『公卿補任』などの史料に残る秀頼の官歴は上記のものであるが、一部の史料には異同もある。四天王寺の金銅行事鉦には「慶長四年」「従四位下豊臣朝臣秀頼」の銘が残されている。
押小路家が所蔵していた『押小路家文書』には、慶長13年（1608年）4月28日付の任左大臣宣旨（辞令）が収録されている。これが正式に発給された文書であれば、秀頼は前右大臣の家康を官職で上回っていたことになる。ただし、『公卿補任』では慶長13年当時の左大臣は鷹司信房であり、慶長11年11月21日から13年12月26日まで務めている。
```
右大臣豐臣朝臣
正三位行權中納言
藤原朝臣光豐
宣
奉　勅件人宜令任左大臣者
慶長十三年四月廿八日　
大外記
中原朝臣師生
奉
```

また、豊臣氏の氏長者と言える豊氏長者については、氏長者は世襲ではなく一門の上首（最も官位が高く、同じ地位なら先に任じられた者）が任じられる慣例が存在するため、秀吉が死去したときに秀頼は豊臣家（羽柴宗家）の家督は継げたものの、豊氏長者は継げなかったと考えられている（前述の基準に従えば、次の氏長者は徳川家康が任じられることになってしまうため）。ただし、五大老ら豊臣政権首脳の間では将来的に秀頼が豊氏長者に就くという合意はあったと考えられ、氏長者の氏爵の権限に由来すると考えられている官位推挙は秀頼の名前で行われている。しかし、関ヶ原の戦いなどによる政治的混乱の影響か、その後も秀頼が氏長者に任じられたとする記録は確認されておらず、最終的には豊氏長者は空席のまま任命された無かった可能性が高い。

## 人物
- 後藤又兵衛の小姓を務めた長澤九郎兵衛の覚書『長澤聞書』には、「世に無き御太り」と記されている[42][43]。江戸中期成立の逸話･見聞集『明良洪範[44]』は身長6尺5寸（約197cm）、体重43貫（約161kg）の並外れた巨漢であったとする。
- 妻である千姫との間に子供はできなかったので、側室の子を千姫の養子とした。
- 江戸時代に作られた秀頼の伝記『豊内記』では「秀頼公は太閤の遺言に従い、天下の実権を征夷大将軍家康公に執らせて、大坂城に蟄居していた。礼を重んじて義を行い、聖賢の風を慕い凶邪の念を去り、私欲を哀れんで民を哀れみ、国家が豊かになることのみ朝夕念じておられた。故にこの君が政を執っておられたなら、日本に二度延喜・天暦の治が現れただろう。人々は大干ばつに雨をもたらす雲を望むが如く、秀頼の政治を待ち望んでいただろう」と描かれている。
- 日本研究家レオン・パジェスは著書『日本切支丹宗門史』において「秀頼が失敗したのは彼の頑固な迷信のためで遺憾とするに当たらない」と評している。

## 生存説
大阪城が落城した際、秀頼達が絶命する瞬間を目撃した者がおらず、死体も発見されなかったことから生存説がある。『日本伝奇伝説大辞典』の星野昌三による「豊臣秀頼」の項などで以下のとおり記述されているが、どれも伝説的な逸話である。
- 平戸にいたリチャード・コックスの東インド会社への手紙（日記にも記述あり[46]）では薩摩・琉球に逃げた、『日本西教史』（ジャン・クラッセ）[47]では「一説には母と妻とを伴なひ辺遇の一大諸侯に寄寓し、兵を募り再挙を謀ると云ひて一定せず[48]」とある。当時の京に流行した「花のようなる秀頼様を、鬼のようなる真田が連れて、退きも退いたよ鹿児島へ」という童謡が真田信之のいた松代でも聞こえたと『幸村君伝記』にも記載されており、生存の噂が流布していた。
- 『採要録』には薩摩国谷山に元和初め浪士が住み着き、国主からの家に住んでいた。酒好きでいつも酔って、あちこち寝転がることから「谷山の酔喰（えいぐら）」と呼ばれていた。国主から手出し禁止を命じられ、住民は密かに秀頼公ではないかと噂していたという。末に「右ハ分明ナラザレドモ、土民ノ伝フ言ヲ記シ置クモノナリ。信ズルニモアラズ。捨ツルニモ非ズ。後人ノ考モアルベシ」と記述されている。
- 鹿児島市下福元町に伝秀頼墓と伝わる塔があり、付近の木之下川に伝家臣墓2基もあるという。
- 昭和42年（1967年）から同43年（1968年）に鹿児島県の郷土史家・後藤武夫は、秀頼は大坂城落城後、国松と共に九州に逃れて日出藩主・木下延俊の庇護を受け、宗連と号し45歳まで生き、国松は延俊の養子（表向きは実子（次男）扱い）となり長じて立石領初代領主・木下延由となったとする説を唱えた。ちなみに延由嫡流の血筋は少なくとも江戸時代後期まで残り、傍流の人物達も各旗本家に養子として入り各々子孫を残した。また、嫡流の血筋が断絶した立石木下家の家統（養子や婿養子で存続した家系）は1923年まで存続したという。
- 旧日出藩主木下家18世当主である木下俊煕は著書で、秀頼は宗連といい、日出藩木下家が落ち延びた秀頼と国松を密かに庇護したこと、それを疑った幕府が松平忠直を隠密として配流したという内容の生存説を出した[49]。前川和彦は霞会館で偶然面会した木下から聞いた秀頼逃亡説を追加取材し、『豊臣家存続の謎』（日本文芸社、1981年）を著わした。
- 豊臣正統14世を自称する木場貞幹は『歴史と旅』[50]1983年8月臨時増刊号で「太閤の後裔は亡びず」と題した記事で口伝の秀頼薩摩亡命とその後を発表している。
- 江戸時代の小説『真田三代記』[51]第178節「真田幸村、秀頼公を伴ひ薩州へ落る事並びに島津家由緒の事」では、幸村主導で大助、長宗我部盛親、後藤又平衞ら150名が夜丑の時抜け穴から誉田に出、島津家の伊集院刑部、猿沢監物と兵庫の浦から海路薩摩へ逃げたことになっている。

## 家族
- 父：豊臣秀吉（1537 - 1598）
- 母：淀殿（1569 - 1615）- 浅井長政の長女で後に豊臣秀吉の養女。
- 正室：千姫（1597 - 1666）- 号は天樹院。徳川秀忠の娘で、後に本多忠刻正室。
- 側室：和期の方 - 別名・伊茶。渡辺五兵衛の娘。
  - 長男：豊臣国松（1608 - 1615）
- 側室：小石の方 - 成田助直の娘。
  - 長女：天秀尼（1609 - 1645）
- 伝承的・不明確な子女
  - 求厭（? - 1688）- 臨終の直前に秀頼の第二子だと告白し、国松は兄だという[注釈 4]。

## 近年の研究動向
従来、豊臣秀頼の研究は低調であり、1992年（平成4年）、井上安代が『豊臣秀頼』（続群書類従完成会、1992年）を刊行した程度であった。しかし2012年（平成24年）、服部英雄が『河原ノ者・非人・秀吉』で「豊臣秀頼非実子」説を唱えたことをきっかけに、2014年（平成26年）、福田千鶴が『豊臣秀頼』を刊行。服部説に対し反論を行うなど、一次史料に基づく実証的研究が実施され始めた。
秀吉の非実子説は、文禄の役（朝鮮出兵）に秀吉が忙殺され、主として肥前名護屋城に滞在していた時期と淀殿の懐妊が重なっていることや、正室（高台院）の他に愛妾を多数抱えた秀吉の子とされるのが秀頼と夭逝した兄・鶴松しかいないことから推測されている。ルイス・フロイスも、秀吉に子種がないという憶測が当時既に強かったことを記している。磯田道史は吉田兼見の日記『兼見卿記』の文禄2年（1593年）10月20日に、秀吉の西国在陣中の「女中方の儀」で中村少右衛門らが成敗（処刑）され、秀頼を拾い上げた松浦重政が勘気を蒙ったという記述が、秀頼の出生を疑った秀吉による処置である可能性を指摘している。
しかし、秀吉には長浜城主時代に石松丸秀勝と女児がいたという説もあり、その場合に淀殿との間にしか子供が生まれなかったという説が成立しないということになる。

## 関連作品
小説
- 司馬遼太郎『豊臣家の人々』：豊臣一族を題材にした連作短編。
- 司馬遼太郎『城塞』：大坂の陣を題材にした長編。
- 星新一「城のなかの人』（『城のなかの人』収録、角川文庫）
- 万城目学『とっぴんぱらりの風太郎』
- 木下昌輝「お拾い様」（『戦国24時 さいごの刻』収録、光文社、2016年 / 『戦国十二刻 終わりのとき』と改題し文庫化、光文社文庫、2019年） - 大坂夏の陣を題材にした短編。
- 田中啓文『誰が千姫を殺したか 蛇身探偵豊臣秀頼』（講談社文庫、2023年）

テレビドラマ・映画
- 『大坂城の女』（1970年、フジテレビ系、演：高橋長英など）
- 『真田幸村の謀略』（1979年、東映、演：小倉一郎）
- 『おんな太閤記』（1981年、NHK大河ドラマ、演：井上純一など）
- 『女たちの大坂城』（1983年、日本テレビ、演：船越英一郎）
- 『真田太平記』（1985 - 86年、NHK、演：円谷浩）
- 『春日局』（1989年、NHK、演：渡辺徹など）
- 『風雲!真田幸村』（1989年、テレビ東京、演：新井昌和）
- 『葵 徳川三代』(2000年、NHK大河ドラマ、演： 尾上菊之助など）
- 『江〜姫たちの戦国〜』(2011年、NHK大河ドラマ、演： 太賀)
- 『影武者徳川家康』(2014年、テレビ東京、演： 髙地優吾)
- 『真田丸』（2016年、NHK大河ドラマ、演：中川大志）
- 『どうする家康』（2023年、NHK大河ドラマ、演：作間龍斗）